# Бхакти Прамод Пури Госвами
Бхакти Прамод Пури Госвами (в миру Прамода Бхушан Чакравартти) — один из святых гаудия-вайшнавизма, основатель и руководитель (ачарья) гаудия-вайшнавской религиозной организации «Шри Гопинатх Гаудия Матх», философ

, писатель

 и богослов. Старший духовный брат Бхактиведанты Свами Прабхупады (1896—1977), основателя Международного общества сознания Кришны (ИСККОН).

## Биография
Прамода Бхушан родился в октябре 1898 года в деревне Ганганандапур в округе Джессор (ныне Бангладеш). Окончил среднюю школу в небольшом городке Баруипур, что было довольно редким являением для тех лет. После школы, он уехал в Калькутту, чтобы изучать химию в Бангабаси-колледже. Там в 1915 году в Йога-питхе он встретил своего гуру Бхактисиддханту Сарасвати — известного проповедника гаудия-вайшнавизма. В 1923 году, в день праздника Кришна-джанмаштами, он получил от него духовную инициацию и духовное имя — Пранавананда Брахмачари. Обладая грамотой и аккуратностью, вскоре он начал стенографировать многочисленные лекции и выступления Бхактисиддханты, и вскоре был назначен редактором публикаций Гаудия-матха — религиозной организации, основанной Бхактисиддхантой. Пранавананда постоянно сопровождал своего гуру в проповеднических турах и служил ему как личный секретарь. После смерти Бхактисиддханты в 1937 году, он стал ездить по всей Индии с проповедью гаудия-вайшнавизма, а также продолжал исполнять обязанности главного редактора публикаций Гаудия-матха.
В 1942 году Пранавананда Брахмачари принял санньясу — отречённый образ жизни — и получил новое имя — Бхакти Прамод Пури Госвами. Обряд посвящения в саньясу прошёл в Храме Шри Гоура-Гададхара в городке Чампахатти, Набадвип.
Бхакти Прамод Пури Госвами прекрасно знал все обряды и традиции гаудия-вайшнавизма, и поэтому был приглашен в известный Храм Йогапитх, который был открыт в месте рождения основателя гаудия-вайшнавизма — Чайтаньи (1486—1534). Там он служил более семи лет и стал известен среди своих единоверцев как один из немногих мистиков, имеющих квалификацию призывать божества в мурти. Всю свою долгую жизнь Бхакти Прамод Пури Госвами многократно устанавливал божества-мурти в индуистских храмах всех течений. В течение жизни он неоднократно уединялся на длительное время для поста и молитв.
Принимать учеников он стал очень поздно — 1990-х годах. Ученики со всего мира приезжали к нему в город Пури, Орисса. Тогда же он основал свою религиозную организация Шри Гопинатх Гаудия Матх. После смерти в 1999 году, Шри Гопинатх Гаудия Матх возглавил Бхакти Бибудха Бодхаян Госвами.

## Взгляды
По воспоминаниям современников, Прамод Чакравартти был человеком бесконфликтным, никогда не критиковал кого-либо. Так, однажды во время проповеди вор-карманник похитил деньги из его сумки, в которую он обычно собирал милостыню. Вор был замечен одним из его учеников и тут же им схвачен. Бхакти Прасад Пури — ученик, схвативший вора, закричал: «Махарадж! Вор, вор! Я поймал вора!». Однако наставник встал на защиту карманника: 

«Глупец! Ты зачем потревожил моё настроение? Забудь про деньги, отдай ему их!... Ему нужны были деньги, поэтому он и пришёл сюда, чтобы взять их у нас. Что в этом плохого?»
Однажды один из учеников Чакравартти в благодарность за мудрые наставления решил подарить ему своего коня. На это Прамод Пури ответил:

«Зачем мне конь? Я еду на колёсах!»
По всей видимости, таким образом он объяснял этимологию своей фамилии: Чакравартти означает «катящий колесо» или «едущий на колёсах».
Также современниками всегда отмечается большое усердие, с которым он подходил к служению. Так, в 1997 году, уже будучи преклонным стариком, Прамод Пури отправился во Вриндаван, где принялся усердно читать для паломников хари-катху. Доктор, обеспокоенный здоровьем учителя, рекомендовал ограничить время чтения хари-катхи 30 минутами в день. Ответ Чакравартти был следующим: 

Я, что, приехал сюда, чтобы своё лицо другим показывать? Чем же мне здесь тогда заниматься?